# کریژانکی
کریژانکی (به چکی: Křižánky) یک منطقهٔ مسکونی در جمهوری چک است که در ناحیه ژدار ناد سازاووو واقع شده‌است. کریژانکی ۱۱٫۹۷ کیلومتر مربع مساحت و ۳۴۷ نفر جمعیت دارد و ۶۱۵ متر بالاتر از سطح دریا واقع شده‌است.